# Anthomastus fisheri
Anthomastus fisheri är en korallart som beskrevs av Bayer 1952. Anthomastus fisheri ingår i släktet Anthomastus och familjen läderkoraller. Inga underarter finns listade i Catalogue of Life.